# Internationale Filmfestspiele von Cannes 1991
Die 44. Internationalen Filmfestspiele von Cannes 1991 fanden vom 9. Mai bis zum 20. Mai 1991 statt.

## Wettbewerb

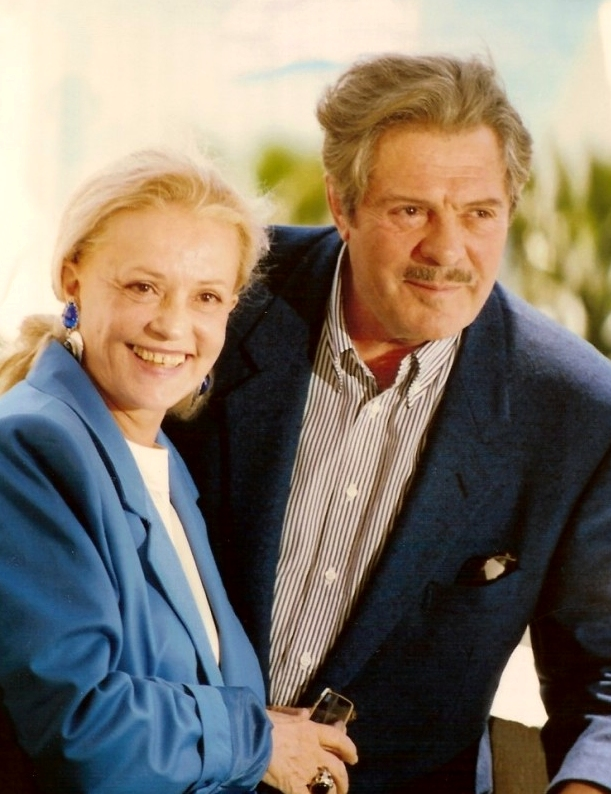
Jeanne Moreau und Marcello Mastroianni stellen den Film Der schwebende Schritt des Storches vor.

Im Wettbewerb des diesjährigen Festivals wurden folgende Filme gezeigt:
| Filmtitel                             | Regisseur            | Produktionsland                                      | Darsteller (Auswahl)                                 |  |
| Anna Karamazoff                       | Rustam Chamdamow     | Sowjetunion, Frankreich                              | Jeanne Moreau                                        |  |
| Barton Fink*                          | Joel Coen            | USA, Großbritannien                                  | John Turturro, John Goodman, Judy Davis              |  |
| Bix                                   | Pupi Avati           | Italien                                              | Bryant Weeks                                         |  |
| Carne – Fleisch                       | Marco Ferreri        | Italien                                              | Sergio Castellitto                                   |  |
| Europa                                | Lars von Trier       | Dänemark, Schweden, Frankreich, Deutschland, Schweiz | Jean-Marc Barr, Barbara Sukowa, Udo Kier             |  |
| Harlem Action - Eine schwarze Komödie | Bill Duke            | USA, Großbritannien                                  | Forest Whitaker, Gregory Hines, Robin Givens         |  |
| Homicide – Mordkommission             | David Mamet          | USA                                                  | Joe Mategna, William H. Macy                         |  |
| Jungle Fever                          | Spike Lee            | USA                                                  | Wesley Snipes, Annabella Sciorra, Ossie Davis        |  |
| Lebewohl, Fremde                      | Tevfik Başer         | Deutschland                                          | Grażyna Szapołowska, Müşfik Kenter                   |  |
| Lune froide                           | Patrick Bouchitey    | Frankreich                                           | Jean-François Stévenin                               |  |
| Malina                                | Werner Schroeter     | Deutschland, Österreich                              | Isabelle Huppert, Mathieu Carrière                   |  |
| Nacht ohne Ende – Hors la Vie         | Maroun Bagdadi       | Belgien, Frankreich, Italien                         | Hippolyte Girardot, Rafic Ali Achmad, Hussein Sbeity |  |
| Die schöne Querulantin                | Jacques Rivette      | Frankreich, Schweiz                                  | Michel Piccoli, Jane Birkin, Emmanuelle Béart        |  |
| Schuldig bei Verdacht                 | Irwin Winkler        | USA                                                  | Robert De Niro, Annette Bening                       |  |
| Der schwebende Schritt des Storches   | Theo Angelopoulos    | Frankreich, Griechenland, Italien, Schweiz           | Marcello Mastroianni, Jeanne Moreau                  |  |
| Der Taschenträger                     | Daniele Luchetti     | Italien, Frankreich, Spanien                         | Silvio Orlando, Nanni Moretti                        |  |
| Van Gogh                              | Maurice Pialat       | Frankreich                                           | Jacques Dutronc                                      |  |
| La vie selon Luc                      | Jean-Paul Civeyrac   | Frankreich                                           |                                                      |  |
| Die Weissagung des Meisters           | Chen Kaige           | VR China, Deutschland                                |                                                      |  |
| Der Zarenmörder                       | Karen Schachnasarow  | Sowjetunion, Großbritannien                          | Malcolm McDowell                                     |  |
| Die zwei Leben der Veronika           | Krzysztof Kieślowski | Frankreich, Polen, Norwegen                          | Irène Jacob                                          |  |

* = Goldene Palme

## Internationale Jury
In diesem Jahr war Roman Polański Jurypräsident. Er leitete die Jury mit folgenden Mitgliedern: Férid Boughedir, Whoopi Goldberg, Margaret Ménégoz, Natalja Igorewna Negoda, Alan Parker, Jean-Paul Rappeneau, Hans Dieter Seidel, Vittorio Storaro und Vangelis.

## Preisträger
- Goldene Palme: Barton Fink

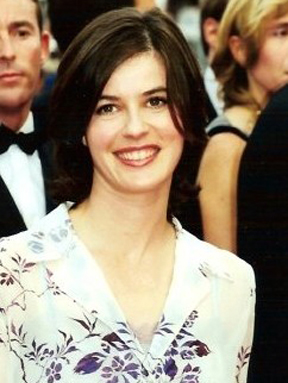
Irène Jacob gewann den Preis für die beste Darstellerin

- Großer Preis der Jury: Die schöne Querulantin
- Sonderpreise der Jury: Europa und Nacht ohne Ende – Hors la Vie
- Bester Schauspieler: John Turturro in Barton Fink
- Beste Schauspielerin: Irène Jacob in Die zwei Leben der Veronika
- Bester Regisseur: Joel Coen für Barton Fink
- Bester Nebendarsteller: Samuel L. Jackson in Jungle Fever
- Bester künstlerischer Beitrag: Europa
- Technikpreis: Europa

## Weitere Preise
- FIPRESCI-Preis: Die zwei Leben der Veronika
- FIPRESCI-Preis (Nebensektion): Riff-Raff von Ken Loach
- Preis der Ökumenischen Jury: Die zwei Leben der Veronika